# Cromosoma artificial del llevat
El cromosoma artificial de llevat o YAC (Yeast artificial chromosome) forma part dels vectors de clonació d'alta capacitat sent, de fet, el de major capacitat (200 kb - 3.000 kb). Van ser descrits per primera vegada el 1983 per Murray i Szostack.
És un vector que pretén imitar les característiques d'un cromosoma normal d'un llevat, portant un centròmer i telòmers terminals. Això permet clonar en llevats (microorganismes eucariotes) seqüències d'ADN de fins a un milió de parells de bases o més, al comportar-se com un cromosoma propi del llevat.
Són utilitzats en construcció de genoteques genòmiques, sent molt estès el seu ús en els primers anys del Projecte Genoma Humà. Tanmateix, són més inestables que altres vectors com BACs (cromosoma artificial bacterià), que han acabat imposant.
Els YAC tenen un origen de replicació relaxat en procariotes, de manera que apareixen moltes còpies en cada bacteri (gran utilitat per a produir massivament el vector), però un origen de replicació estricte en llevats, apareixent només una còpia per cèl·lula de llevat.
Un YAC típic té:
- ARS1: Seqüència de replicació autònoma
- CEN4: Centròmer del cromosoma 4, permet la segregació del plasmidi durant la divisió cel·lular
- TEls: Seqüències telomèrica.
- HIS3, TRP1, URA3: ;arcadors de selecció en llevat confereixen prototrofia per histidina, triptòfan i uracil.
- SUP4: Canvia la mutació sense sentit ambre (UAG) per la incorporació de tirosina. Identifica les cèl·lules que incorporen el vector, ja que les cèl·lules hoste que porten aquesta mutació ambre, de color rosat, passen a tenir un fenotip blanc.

## Avantatges dels YACs
- Admeten fragments molt grans (400 Kb) com més grans són els elements d'inserció més estables són els YACs.
- Repliquen bé seqüències palidròmiques, la qual cosa sempre és un problema amb E coli.

## Inconvenients dels Yacs
- Poden recombinar fàcilment:
  - Entre YACs
  - Amb els cromosomes de llevat.

## Obtenció de l'ADN clonable
Per obtenir ADN per clonar en un YAC cal fer-ho per electroforesi de camp pulsant, per impedir que es donin forces de cisallament.
Es posa les cèl·lules de les que en volem obtenir l'ADN a dins d'un bloc d'agarosa. Per no trencar l'ADN cal que estigui sempre dins el bloc d'agarosa. Es tracta amb SDS i proteïna K per eliminar la proteïna del bloc d'agarosa. Després cal eliminar l'SDS i la proteïna K (pas difícil).
Es difereix parcialment amb EcoRI (1 de cada 100 dianes). És difícil perquè ha de passar per l'agarosa. També és difícil estandarditzar.
Després fem electroforesi de camp pulsant; es va alternant el camp elèctric, cosa que fa que l'ADN faci un camí i això permet aïllar fragments 10, 100 i 1000 vegades més grans que amb l'electroforesi normal.